# Mari Corona
Mari Corona is een corona op de planeet Venus. Mari Corona werd in 1994 genoemd naar Mari, Kretenzische godin van overvloed.
De corona heeft een diameter van 200 kilometer en bevindt zich in het quadrangle Atalanta Planitia (V-4).